# Маяк острова Гоут
Маяк острова Гоут (англ. Goat Island Light) — маяк, расположенный на небольшом острове Гоут вблизи города Кеннебанкпорт, округ Йорк, штат Мэн, США. Построен в 1833 году. Автоматизирован в 1990 году.

## История
Побережье южной части штата Мэн к востоку от реки Кенненбанк усеяно группой из небольших островов и скал, существенно затрудняющих навигацию. Остров Гоут - один из внешних островов этой группы. 3 марта 1831 года Конгресс США выделил 6 000$ на строительство майка, который бы обеспечивал безопасную навигацию к городу Кейп Пёрпес (в настоящее время - деревня). Местом для маяка была выбрана южная часть острова Гоут. В августе 1833 года маяк был открыт. Он представлял собой коническую каменную башню высотой 6 метров. Дом смотрителя также был сделан из камня. Между домом и маяком был крытый переход. Качество работ было невысоким, и уже в 1853 году маяк описывали как "находящийся в плохом виде и требующий существенного ремонта". В 1859 году строительство новых дома смотрителя и маяка было завершено. Маяк представлял собой цилиндрическую кирпичную башню высотой 7,5 метров, соединенную с новым домом смотрителя крытым переходом, и на вершине которой была расположена линза Френеля. Комплекс зданий также включал в себя эллинг и небольшую котельную. Переход между маяком и домом смотрителя до настоящего времени не сохранился.
Маяк был автоматизирован Береговой охраной США в 1990 году.
В 1987 году он был включен в Национальный реестр исторических мест.
В настоящее время башня и дом смотрителя сдаются в аренду Фонду охраны природы Кеннебанкпорта.

## Фотографии
- Маяк 1859 года с переходом
- Оригинальный маяк 1833 года